# Escadron de bombardement 3/93 Sambre
L'escadron de bombardement 3/93 Sambre est une ancienne unité de combat de l'Armée de l'air française qui volait sur le bombardier stratégique biréacteur Dassault Mirage IVA.
Créé le 1er février 1965, l'escadron a été dissous sur sa base de Cambrai le 31 juillet 1976.

## Escadrilles
- BR 226
- SAL 56

## Bases
- Base aérienne 103 Cambrai-Épinoy

## Appareils
- Dassault Mirage IVA

## Sources
- http://www.traditions-air.fr/index.htm